# 금성초등학교 (아산시)
금성초등학교는 대한민국 충청남도 아산시 인주면 금성리에 있는 공립 초등학교이다.

## 학교 연혁
- 1935년 6월 1일: 인주공립보통학교 부설 용호간이학교 개교
- 1943년 4월 1일: 인주국민학교 금성분교
- 1949년 9월 30일: 금성국민학교 승격 개교
- 1982년 11월 19일: 금성국민학교 병설유치원 개원
- 1996년 3월 2일: 금성초등학교로 개명
- 2002년 6월 12일: 교육과정 시범학교 운영 최종보고회(도)
- 2007년 11월 9일: 학력신장 시범학교 보고회(시)
- 2010년 3월 5일: 초등학교 8학급,병설유치원 1학급
- 2011년 2월 12일: 제62회졸업식
- 2012년 2월 15일: 제63회졸업식
- 2013년 2월 7일: 제64회졸업식
- 2014년 2월 14일: 제65회졸업식
- 2016년 2월 5일: 제66회졸업식
- 2017년 2월 10일: 제67회졸업식
- 2018년 2월 9일: 제69회졸업식(총 4,676명)
- 2018년 3월 1일: 초등6학급

## 참고 자료
- 금성초등학교 - 한국교육학술정보원 학교알리미